# ГДР на летних Олимпийских играх 1972
На летних Олимпийских играх 1972 года сборная ГДР завоевала 20 золотых, 23 серебряных и 23 бронзовых медалей, что вывело сборную на 3-е место в неофициальном командном зачёте.

## Медалисты
| Медаль  | Спортсмен | Вид спорта                  | Дисциплина                                 |
| ------- | --- | --------------------------- | ------------------------------------------ |
| Золото  | Петер Френкель | Лёгкая атлетика             | Мужчины, ходьба 20 км                      |
| Золото  | Вольфганг Нордвиг | Лёгкая атлетика             | Мужчины, прыжки с шестом                   |
| Золото  | Ренате Штехер | Лёгкая атлетика             | Женщины, 100 м                             |
| Золото  | Ренате Штехер | Лёгкая атлетика             | Женщины, 200 м                             |
| Золото  | Моника Церт | Лёгкая атлетика             | Женщины, 400 м                             |
| Золото  | Аннели Эрхардт | Лёгкая атлетика             | Женщины, 100 м с барьерами                 |
| Золото  | Моника Церт Дагмар Кёслинг Рита Кюне Хельга Зайдлер | Лёгкая атлетика             | Женщины, эстафета 4×400 м                  |
| Золото  | Рут Фукс | Лёгкая атлетика             | Женщины, метание копья                     |
| Золото  | Зигберт Хорн | Гребля на байдарках и каноэ | Мужчины, гребной слалом, байдарка-одиночка |
| Золото  | Райнхард Айбен | Гребля на байдарках и каноэ | Мужчины, гребной слалом, каноэ-одиночка    |
| Золото  | Рольф-Дитер Аменд Вальтер Хофман | Гребля на байдарках и каноэ | Мужчины, гребной слалом, каноэ-двойка      |
| Золото  | Ангелика Баман | Гребля на байдарках и каноэ | Женщины, гребной слалом, байдарка-одиночка |
| Золото  | Клаус Кёсте | Спортивная гимнастика       | Мужчины, опорный прыжок                    |
| Золото  | Карин Янц | Спортивная гимнастика       | Женщины, опорный прыжок                    |
| Золото  | Карин Янц | Спортивная гимнастика       | Женщины, брусья                            |
| Золото  | Зигфрид Брицке Вольфганг Магер | Академическая гребля        | Мужчины, двойки распашные без рулевого     |
| Золото  | Вольфганг Гункель Йёрг Луке Клаус-Дитер Нойберт | Академическая гребля        | Мужчины, двойки распашные с рулевым        |
| Золото  | Дитер Шуберт Франк Форбергер Дитер Гран Франк Рюле | Академическая гребля        | Мужчины, четвёрки распашные без рулевого   |
| Золото  | Роланд Маттес | Плавание                    | Мужчины, 100 м на спине                    |
| Золото  | Роланд Маттес | Плавание                    | Мужчины, 200 м на спине                    |
| Серебро | Стефан Юнге | Лёгкая атлетика             |                                            |
| Серебро | Йёрг Дремель | Лёгкая атлетика             | Мужчины, тройной прыжок                    |
| Серебро | Йохен Заксе | Лёгкая атлетика             | Мужчины, метание молота                    |
| Серебро | Гунхильд Хоффмайстер | Лёгкая атлетика             | Женщины, 1500 м                            |
| Серебро | Бербель Штрупперт Кристина Хайних Эвелин Кауфер Ренате Штехер | Лёгкая атлетика             | Женщины, эстафета 4×100 м                  |
| Серебро | Маргитта Гуммель | Лёгкая атлетика             | Женщины, толкание ядра                     |
| Серебро | Якквелине Тодтен | Лёгкая атлетика             | Женщины, метание копья                     |
| Серебро | Петра Грабовски Ильзе Кашубе | Гребля на байдарках и каноэ | Женщины, 500 м, байдарка-двойка            |
| Серебро | Уве Унтервальдер Томас Хушке Хайнц Рихтер Херберт Рихтер | Велоспорт                   | Мужчины, командная гонка преследования     |
| Серебро | Юрген Гешке Вернер Отто Хайнц Рихтер Херберт Рихтер | Велоспорт                   | Мужчины, тандем                            |
| Серебро | Карин Янц | Спортивная гимнастика       | Женщины, личное первенство                 |
| Серебро | Эрика Цухольд | Спортивная гимнастика       | Женщины, опорный прыжок                    |
| Серебро | Эрика Цухольд Рихарда Шмайсер Кристина Шмитт Ирене Абель Ангелика Кайлиг-Хелльман Карин Янц | Спортивная гимнастика       | Женщины, командное первенство              |
| Серебро | Экхард Мартенс Дитрих Цандер Райнхард Густ Рольф, Йобст Клаус-Дитер Людвиг | Академическая гребля        | Мужчины, четвёрки распашные с рулевым      |
| Серебро | Роланд Маттес Клаус Катцур Хартмут Флёкнер Луц Унгер | Плавание                    | Мужчины, эстафета 4×100 м комбинированная  |
| Серебро | Росвита Байер | Плавание                    | Женщины, 100 м баттерфляем                 |
| Серебро | Корнелиа Эндер | Плавание                    | Женщины, 200 м комплексным плаванием       |
| Серебро | Габриле Вецко Андреа Айфе Корнелиа Эндер Эльке Земиш | Плавание                    | Женщины, эстафета 4×100 м вольным стилем   |
| Серебро | Кристине Хербст Ренате Фогель Корнелиа Эндер Росвита Байер | Плавание                    | Женщины, эстафета 4×100 м комбинированная  |
| Серебро | Сборная | Волейбол                    | Мужчины                                    |
| Серебро | Хайнц-Хельмут Велинг | Греко-римская борьба        | Мужчины, до 62 кг                          |
| Серебро | Пауль Боровски Карл-Хайнц Тун Конрад Вайхерт | Парусный спорт              | класс «Дракон»                             |
| Бронза  | Ханс Райман | Лёгкая атлетика             |                                            |
| Бронза  | Хартмут Бризеник | Лёгкая атлетика             | Мужчины, толкание ядра                     |
| Бронза  | Гунхильд Хоффмайстер | Лёгкая атлетика             | Женщины, 800 м                             |
| Бронза  | Карин Бальцер | Лёгкая атлетика             | Женщины, 100 м с барьерами                 |
| Бронза  | Бурглинде Поллак | Лёгкая атлетика             | Женщины, пятиборье                         |
| Бронза  | Петер Типольд | Бокс                        | Мужчины, до 71 кг                          |
| Бронза  | Марина Янике | Прыжки в воду               | Женщины, трамплин                          |
| Бронза  | Марина Янике | Прыжки в воду               | Женщины, вышка                             |
| Бронза  | Харальд Гимпель | Гребля на байдарках и каноэ | Мужчины, гребной слалом, байдарка-одиночка |
| Бронза  | Юрген Шютце | Велоспорт                   | Мужчины, гит                               |
| Бронза  | Юрген Пеке Маттиас Бреме Вольфганг Клоц Клаус Кёсте Райнхард Рихли Вольфганг Тюне | Спортивная гимнастика       | Мужчины, командное первенство              |
| Бронза  | Карин Янц | Спортивная гимнастика       | Женщины, бревно                            |
| Бронза  | Эрика Цухольд | Спортивная гимнастика       | Женщины, брусья                            |
| Бронза  | Дитмар Хётгер | Дзюдо                       | Мужчины, до 70 кг                          |
| Бронза  | Вольфганг Гюльденпфеннинг | Академическая гребля        | Мужчины, одиночки                          |
| Бронза  | Йоахим Бёмер Ханс-Ульрих Шмид | Академическая гребля        | Мужчины, двойки парные                     |
| Бронза  | Манфред Шнайдер Хартмут Шрайбер Дитмар Шварц Йорг Ландфойгт Хайнрих Медеров Манфред Шморде Ханс-Йоахим Борцим Харольд Димке Бернд Ландфойгт | Академическая гребля        | Мужчины, восьмёрки                         |
| Бронза  | Вернер Липпольдт | Стрельба                    | Мужчины, винтовка из трёх положений        |
| Бронза  | Михаэль Буххайм | Стрельба                    | Мужчины, стендовая стрельба                |
| Бронза  | Юрген Крой Манфред Цапф Конрад Вайзе Бернд Бранш Юрген Поммеренке Юрген Шпарвассер Ханс-Юрген Крайше Йоахим Штрайх Вольфганг Зегуин Петер Дукке Франк Ганцера Лотар Курбювайт Эберхард Фогель Аксель Тилль Харальд Ирмшер Ральф Шуленберг Райнхард Хефнер Зигмар Вэтцлих | Футбол                      | Мужчины                                    |
| Бронза  | Роланд Маттес Вильфрид Хартунг Луц Унгер Петер Брух | Плавание                    | Мужчины, эстафета 4×100 м вольным стилем   |
| Бронза  | Гудрун Вегнер | Плавание                    | Женщины, 400 м вольным стилем              |
| Бронза  | Штефан Грюцнер | Тяжёлая атлетика            | Мужчины, до 110 кг                         |
| Бронза  | Герд Бонк | Тяжёлая атлетика            | Мужчины, свыше 110 кг                      |

## Результаты соревнований

### Академическая гребля
В следующий раунд из каждого заезда проходили несколько лучших экипажей (в зависимости от дисциплины). В финал A выходили 6 сильнейших экипажей, ещё 6 экипажей, выбывших в полуфинале, распределяли места в малом финале B
Мужчины
| Соревнование | Спортсмены                     | Предварительный заезд | Предварительный заезд | Предварительный заезд | Отборочный заезд | Отборочный заезд | Отборочный заезд | Полуфинал | Полуфинал | Полуфинал | Финал      | Финал   | Итоговое место |
| Соревнование | Спортсмены                     | Заезд                 | Время                 | Место                 | Заезд            | Время            | Место            | Заезд     | Время     | Место     | Время      | Место   | Итоговое место |
| ------------ | ------------------------------ | --------------------- | --------------------- | --------------------- | ---------------- | ---------------- | ---------------- | --------- | --------- | --------- | ---------- | ------- | -------------- |
| одиночки     | Вольфганг Гюльденпфеннинг      | 2                     | 7:46,31               | 2                     | 2                | 8:05,19          | 1 Q              | 1         | 8:16,35   | 2 QA      | Финал A    | Финал A | 3              |
| одиночки     | Вольфганг Гюльденпфеннинг      | 2                     | 7:46,31               | 2                     | 2                | 8:05,19          | 1 Q              | 1         | 8:16,35   | 2 QA      | 7:14,45    | 3       | 3              |
| двойки       | Зигфрид Брицке Вольфганг Магер | 4                     | 7:20,35               | 1 Q                   | не участвовали   | не участвовали   | не участвовали   | 2         | 7:40,58   | 1 QA      | Финал A    | Финал A | 1              |
| двойки       | Зигфрид Брицке Вольфганг Магер | 4                     | 7:20,35               | 1 Q                   | не участвовали   | не участвовали   | не участвовали   | 2         | 7:40,58   | 1 QA      | 6:53,16 OB | 1       | 1              |